# هان جيان
هان جيان (بالصينية: 韩健) هو مدرب تنس ريشة ‏ صيني، ولد في 6 يوليو 1956 في لياونينغ في الصين.